# Bardo Geraint
Bardo Geraint, ou também conhecido como o Bardo Azul (galês: Geraint Fardd Glas) é um renomado bardo e harpista galês do século IX, embora os estudiosos modernos rejeitem sua existência. Ele foi definitivamente mostrado pelo estudioso galês G. J. Williams como uma invenção de Iolo Morganwg, um talentoso autor e antiquário agora famoso por suas inúmeras falsificações literárias. Iolo o chamou de Geraint Fardd Glas ou Y Bardd Glas o'r Gadair ("o Bardo Azul da Cadeir") e o associou à sua versão do início da história de Morgannwg (Glamorgan).
Iolo faz a figura de Geraint, de outra forma não atestada nas fontes ou tradição do manuscrito galês, o inventor de cynghanedd e irmão do rei Morgan de Morgannwg. Ele chegou ao ponto de igualá-lo a Asser na corte de Alfredo, o Grande. Ele inventou vários "provérbios", etc. atribuídos a Geraint e impressos no notório terceiro volume da Arqueiologia Myvyriana de Gales. Iolo baseou sua invenção em algumas referências vagas na poesia medieval inglesa e escocesa a um certo Glascurion (o nome "Geraint Fardd Glas" e suas variantes só ocorrem nas obras de Iolo) mencionado na 'Casa da Fama' de Chaucer: 
Ther herde I pleyen on an harpe
That sowned bothe wel and sharpe,
Orpheus ful craftely,
And on his syde, faste by,
Sat the harper Orion,
And Eacides Chiron,
And other harpers many oon,
And the Bret Glascurion;
Glascurion figura como Glasgerion na balada folclórica inglesa e escocesa: 
Glasgerion was a kings owne sonne,
And a harper he was good;
He harped in the kings chamber,
Where cuppe and candle stoode,
And soe did hee in the queens chamber,
Till ladies waxed wood.
And then bespake the kings daughter.